# Финансовый управляющий
Финансовый управляющий — арбитражный управляющий, назначенный Арбитражным судом по делу о банкротстве гражданина (ст.2 Федерального закона «О несостоятельности (банкротстве)»), чье участие в деле обязательно. Финансовым управляющим может быть гражданин РФ, состоящий в саморегулируемой организации арбитражных управляющих (СРО)

## Обязанности финансового управляющего
Обязанности финансового управляющего строго регламентированы законом о несостоятельности. Финансовый управляющий, в рамках процедуры банкротства гражданина обязан:
- Выявлять имущество должника и обеспечивать его сохранность;
- Проводить финансовый анализ состояния гражданина-должника;
- Выявлять признаки преднамеренного и фиктивного банкротства;
- Вести реестр кредиторов и уведомлять кредиторов о проведении собрания кредиторов;
- Рассматривать отчеты гражданина об исполнении им утвержденного плана реструктуризации и, в свою очередь, составлять заключение о ходе его исполнения;
- Публиковать сведения о банкротстве гражданина в Едином федеральном реестре сведений о банкротстве[2][1].

## Права финансового управляющего
Финансовому управляющему, утвержденному в деле о банкротстве гражданина, предоставлены следующие права:
- От имени гражданина подавать исковые заявления о признании недействительными подозрительных сделок, сделок совершенных с нарушением законодательства, а также сделок, влекущих за собой предпочтение одному из кредиторов;
- Заявлять возражения относительно требований, заявленных кредиторами;
- Участвовать в реструктуризации на стороне должника-гражданина;
- Получать информацию о состоянии имущества гражданина, в том числе счетах, вкладах, банковских картах, электронных денежных переводах;
- Требовать от гражданина отчета по исполнению утвержденного Арбитражным судом плана реструктуризации в рамках процедуры банкротства;
- Ходатайствовать перед Арбитражным судом о принятии обеспечительный мер;
- Получать информацию из БКИ и Центрального каталога кредитных историй;
- Созывать собрания кредиторов;
- В письменной форме по запросу гражданина давать согласие на сделки по приобретению или отчуждению имущества, получению или выдаче кредитов(займов), передаче имущества в залог[1].

## Полномочия в деле о банкротстве гражданина
Права и обязанности финансового управляющего возникают с момента его назначения и прекращаются с завершением производства по делу о банкротстве гражданина.
Банкротство гражданина предусматривает проведение двух процедур: реструктуризации и реализации имущества. На каждой стадии полномочия финансового управляющего различны.

## Вознаграждение финансового управляющего
Вознаграждение установлено законом:
- 25000 рублей за процедуру реструктуризации долгов;
- 25000 рублей за процедуру реализации имущества;
- 7% от стоимости проданного на торгах имущества (но он может быть уменьшен судом)[3].

### Процедура реструктуризации долгов
Реструктуризация долгов гражданина — первая процедура в банкротстве физического лица. Реструктуризация вводится с момента признания Арбитражным судом обоснованности заявления о признании гражданина банкротом (несостоятельным). Одновременно с введением реструктуризации, Арбитражным судом утверждается финансовый управляющий.
На стадии реструктуризации финансовый управляющий публикует сведения в Едином реестре банкротств: о признании заявления обоснованным и введении реструктуризации, об утверждении плана реструктуризации, о проведении собрания кредиторов и принятых на собрании решениях, о завершении реструктуризации и признании гражданина банкротом.
После признания Арбитражным судом обоснованности заявления о признании гражданина-должника банкротом, финансовый управляющий в течение 15 дней направляет всем известным кредиторам уведомление с предложением заявить свои требования. Далее финансовый управляющий назначает время и место проведения общего собрания кредиторов (очно или заочно).
С момента открытия банкротного производства, все сделки гражданина-должника осуществляются только с письменного согласия управляющего.  Гражданин вправе открыть специальный банковский счет и распоряжаться денежными средствами, размещенными на нем, без согласия финансового управляющего. Сумма совершенных гражданином операций по распоряжению денежными средствами, размещенными на специальном банковском счете, не может превышать пятьдесят тысяч рублей в месяц.(Статья 213.11.5.1.)
В рамках процедуры реструктуризации кредитор, уполномоченный орган или должник могут представить план реструктуризации. Представленные план (-ы) предоставляются управляющему, который, в свою очередь, представляет его на рассмотрение кредиторов. В случае, если план реструктуризации не представлен, финансовый управляющий выносит на рассмотрение общего собрания кредиторов вопрос о признании гражданина банкротом и введении реализации имущества.
За 1 месяц до окончания срока исполнения плана реструктуризации финансовый управляющий направляет кредиторам отчет о его исполнении.

### Процедура реализации имущества
Процедура реализации имущества вводится одновременно с признанием гражданина банкротом. При этом, Арбитражным судом должна быть утверждена кандидатура финансового управляющего. при отсутствии возражений кредиторов, Арбитражный суд утверждает управляющего, участвующего в процедуре реструктуризации.
На стадии реализации имущества управляющий публикует сведения о введении в отношении гражданина процедуры реализации имущества, о проведении торгов и их результатах, о завершении процедуры реализации имущества. Публикации также подлежат сведения об отстранении управляющего.
С введением реализации имущества, финансовый управляющий распоряжается имуществом и средствами должника на счетах и вкладах, принимает решение об открытии и закрытии счетов в кредитных организациях, осуществляет права должника как участника юридического лица и ведет дела в судах.
Опись и оценка имущества гражданина, подлежащего реализации с учетом требований ст. 446 ГПК РФ, производится управляющим, если кредиторами не заявлено об оценке профессиональным независимым оценщиком.
Денежные средства, вырученные с продажи имущества гражданина-должника направляются на погашение требований кредиторов в установленном порядке. После завершения расчетов, финансовый управляющий представляет в Арбитражный суд отчет о реализованном имуществе и погашенных суммах задолженности

## Ответственность финансового управляющего
Финансовый управляющий несёт ответственность за разглашение личной, банковской, коммерческой, служебной информации. В зависимости от способа разглашения и наступивших последствий ответственность может быть гражданско-правовой, административной или уголовной.
Ст.183 УК РФ предусматривает уголовную ответственность за разглашение сведений, составляющих коммерческую, налоговую или банковскую тайну в виде лишения свободы сроком до 7 лет.
Кодекс об административных правонарушениях предусматривает наложение административного штрафа за разглашение информации с ограниченным доступом, а также незаконное распространение информации составляющей кредитную историю. Наказание — штраф либо дисквалификация должностных лиц на срок до 3х лет, в отношении юридических лиц — штраф до 50 000 рублей.